# Anne Naysmith
Anne Naysmith (ur. 1937 w Southend-on-Sea, zm. 10 lutego 2015 w Londynie) – brytyjska pianistka klasyczna.

## Życiorys
Studiowała pod kierunkiem Harolda Craxtona i Luizy Fuchsova na Królewskiej Akademii Muzycznej. W 1967 zagrała w recitalu w Wigmore Hall. Dobrze zapowiadającą karierę przerwały względy rodzinne. Przez 26 lat mieszkała w samochodzie. Ostatni okres życia spędziła nocując w drewnianej szopie przy stacji londyńskiego metra Stamford Brook.
Została śmiertelnie potrącona przez ciężarówkę.